# FIS wereldkampioenschappen snowboarden 2011
De wereldkampioenschappen snowboarden 2011 werden van 14 tot en met 22 januari 2011 gehouden in La Molina en Barcelona (voor het onderdeel big air). Er stonden elf onderdelen op het programma, zes voor mannen en vijf voor vrouwen. Nieuw op het programma was het onderdeel slopestyle voor zowel mannen als vrouwen, het onderdeel big air stond enkel voor mannen op het programma.

## Programma
| Datum      | Tijd  | Mannen                         | Vrouwen                        |
| ---------- | ----- | ------------------------------ | ------------------------------ |
| 15 januari | 17:00 | Big air                        |                                |
| 17 januari | 09:00 | Snowboardcross (kwalificaties) | Snowboardcross (kwalificaties) |
| 18 januari | 09:00 | Snowboardcross (finales)       | Snowboardcross (finales)       |
| 19 januari | 08:00 | Parallelreuzenslalom           | Parallelreuzenslalom           |
| 19 januari | 09:00 | Halfpipe (kwalificaties)       | Halfpipe (kwalificaties)       |
| 20 januari | 13:00 | Halfpipe (finales)             | Halfpipe (finales)             |
| 21 januari | 12:31 | Parallelslalom                 | Parallelslalom                 |
| 22 januari | 09:00 | Slopestyle                     | Slopestyle                     |

## Medailles

### Mannen
| Onderdeel            | Goud             | Goud | Zilver              | Zilver | Brons              | Brons |
| -------------------- | ---------------- | ---- | ------------------- | ------ | ------------------ | ----- |
| Big air              | Petja Piiroinen  | FIN  | Seppe Smits*        | BEL    | Rocco van Straten  | NED   |
| Halfpipe             | Nathan Johnstone | AUS  | Iouri Podladtchikov | SUI    | Markus Malin       | FIN   |
| Parallelreuzenslalom | Benjamin Karl    | AUT  | Rok Marguč          | SLO    | Roland Fischnaller | ITA   |
| Parallelslalom       | Benjamin Karl    | AUT  | Simon Schoch        | SUI    | Rok Marguč         | SLO   |
| Slopestyle           | Seppe Smits      | BEL  | Niklas Mattsson     | SWE    | Ville Paumola      | FIN   |
| Snowboardcross       | Alex Pullin      | AUS  | Seth Wescott        | USA    | Nate Holland       | USA   |

* Op 7 juni 2011 maakte de FIS bekend dat oorspronkelijk zilverenmedaillewinnaar Zach Stone positief was bevonden op het gebruik van cannabis. Hij werd hiervoor geschorst tenzij hij tegen het besluit in beroep ging hij het CAS en in het gelijk zou worden gesteld. Later werd Stone gediskwalificeerd en daardoor schoof de Belg Smits door naar het zilver en kreeg de Nederlander van Straten brons.

### Vrouwen
| Onderdeel            | Goud                 | Goud | Zilver              | Zilver | Brons             | Brons |
| -------------------- | -------------------- | ---- | ------------------- | ------ | ----------------- | ----- |
| Halfpipe             | Holly Crawford       | AUS  | Ursina Haller       | SUI    | Liu Jiayu         | CHN   |
| Parallelreuzenslalom | Alena Zavarzina      | RUS  | Claudia Riegler     | AUT    | Doris Günther     | AUT   |
| Parallelslalom       | Hilde-Katrine Engeli | NOR  | Nicolien Sauerbreij | NED    | Claudia Riegler   | AUT   |
| Slopestyle           | Enni Rukajärvi       | FIN  | Šárka Pančochová    | CZE    | Shelly Gotlieb    | NZL   |
| Snowboardcross       | Lindsey Jacobellis   | USA  | Nelly Moenne-Loccoz | FRA    | Dominique Maltais | CAN   |

### Medaillespiegel
| Plaats | Land             | Goud | Zilver | Brons | Totaal |
| 1      | Australië        | 3    | 0      | 0     | 3      |
| 2      | Oostenrijk       | 2    | 1      | 2     | 5      |
| 3      | Finland          | 2    | 0      | 2     | 4      |
| 4      | Verenigde Staten | 1    | 1      | 1     | 3      |
| 5      | België           | 1    | 1      | 0     | 2      |
| 6      | Rusland          | 1    | 0      | 0     | 1      |
| 6      | Noorwegen        | 1    | 0      | 0     | 1      |
| 8      | Zwitserland      | 0    | 3      | 0     | 3      |
| 9      | Slovenië         | 0    | 1      | 1     | 2      |
| 10     | Nederland        | 0    | 1      | 1     | 2      |
| 11     | Frankrijk        | 0    | 1      | 0     | 1      |
| 11     | Tsjechië         | 0    | 1      | 0     | 1      |
| 11     | Zweden           | 0    | 1      | 0     | 1      |
| 14     | Canada           | 0    | 0      | 1     | 1      |
| 14     | Zwitserland      | 0    | 0      | 1     | 1      |
| 14     | Italië           | 0    | 0      | 1     | 1      |
| 14     | Nieuw-Zeeland    | 0    | 0      | 1     | 1      |
| Totaal | Totaal           | 11   | 11     | 11    | 33     |